# Paraigua búlgar
Una paraigua búlgar és un paraigua amb un mecanisme pneumàtic ocult que injecta una petita bala verinosa que conté ricina.

## Usos
Un paraigua d'aquest tipus es va utilitzar en l'assassinat del dissident búlgar i escriptor Georgi Markov el 7 de setembre de 1978 (l'aniversari del president del Consell d'Estat búlgar Todor Zhivkov, qui sovint havia estat objecte de les crítiques de Markov) al Pont de Waterloo a Londres. Markov va morir quatre dies després.
També s'ha afirmat que aquest mateix tipus de paraigua es va utilitzar en l'intent fallit d'assassinat del periodista dissident búlgar Vladimir Kostov el mateix any al metro de París. El verí utilitzat en ambdós casos era ricina. Es creu que aquests intents d'assassinat van ser organitzats pel Servei Secret Búlgar durant la Guerra Freda, amb l'assistència del KGB.
Un paraigua d'aquest tipus també es pretenia utilitzar en l'assassinat de Pallo Jordan i Ronnie Kasrils per part de l'Civil Cooperation Bureau, un esquadró de la mort sud-africà.